# Ayitanahalli, Nagamangala
Ayitanahalli là một làng thuộc tehsil Nagamangala, huyện Mandya, bang Karnataka, Ấn Độ.